# قانون مصائد الأسماك

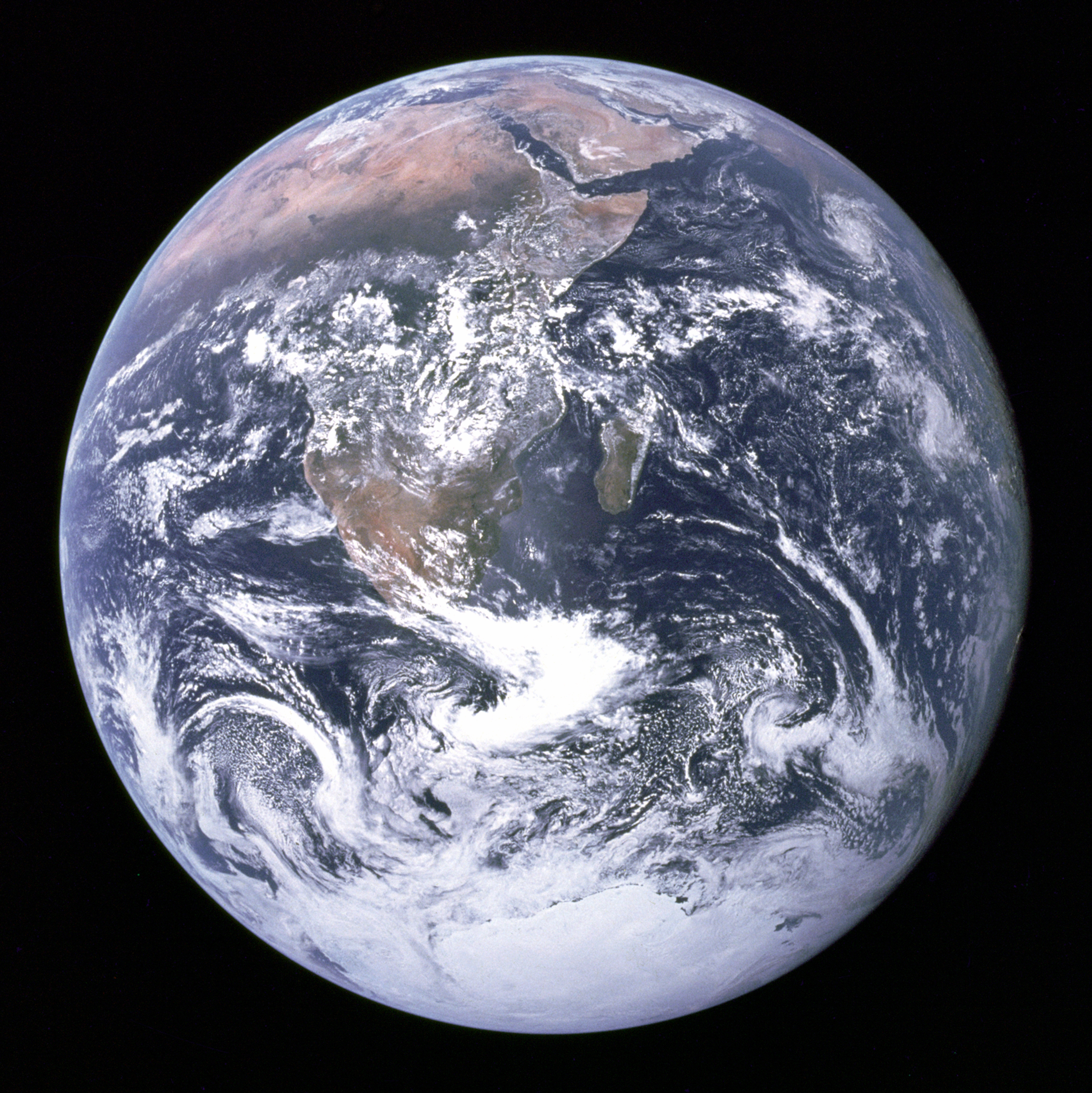

يعد قانون مصائد الأسماك (بالإنجليزية: Fisheries law)‏ أحد المجالات القانونية الحديثة والمتخصصة، ويبحث في دراسة وتحليل أساليب قوانين إدارة الثروة السمكية المختلفة مثل تحديد حصص الصيد الفردية وغيرها. تبرز أهمية دراسة قانون مصائد الأسماك من خلال صياغة مبادئ توجيهية للسياسات تزيد من معدل الاستدامة وتنفيذ القانون. نادرًا ما يُدرس هذا المجال القانوني الخاص في كليات الحقوق حول العالم، وهو الأمر الذي ترك فراغًا في الأبحاث القانونية المتعلقة به. يأخذ قانون مصائد الأسماك في الحسبان المعاهدات الدولية والقواعد الصناعية من أجل تحليل قوانين إدارة المصائد، بالإضافة إلى ذلك يأخذ قانون مصائد الأسماك بالحسبان تحقيق العدالة لمصائد الأسماك الصغيرة والمجتمعات الساحلية والسكان الأصليين وقضايا العمل مثل قوانين عمالة الأطفال وقوانين العمل والأسرة.
من المجالات الأخرى الهامة التي تبحثها قوانين مصائد الأسماك موضوع سلامة المأكولات البحرية، إذ تتوفر في كل دولة أو منطقة حول العالم درجات متفاوتة من معايير وأنظمة سلامة المأكولات البحرية. يمكن أن تحتوي هذه القوانين على مجموعة كبيرة ومتنوعة من خطط إدارة مصائد الأسماك بما في ذلك أنظمة تحديد حصص الصيد، ومن الأهمية بمكان دراسة لوائح سلامة المأكولات البحرية في جميع أنحاء العالم من أجل صياغة مبادئ توجيهية لسياسة البلدان التي نفذت مخططات فعالة، كما يمكن لهذه المجموعة من الأبحاث تحديد خطوات لتحسين الإجراءات في البلدان التي لم تتمكن بعد من تحقيق قوانين سلامة المأكولات البحرية التي تتصف بالكفاءة والفعالية.

## أنظمة سلامة المأكولات البحرية

### وسم أسماك السلمون المعدلة وراثيًا في الولايات المتحدة
رخَّصت إدراة الغذاء والدواء الأمريكية في 19 نوفمبر 2015 على بيع أسماك السلمون المعدلة وراثيًا من قبل شركة أكيوبونتي تيكنولوجيز للمستهلكين في الولايات المتحدة. أثار بيع السلمون المعدل وراثيًا في الأسواق جدلًا واسعًا حول الأخلاقيات العلمية وحماية البيئة الطبيعية والقانون التجاري الدولي والمحلي وطرق وضع العلامات وقضايا دستورية أخرى. أوضحت إدارة الغذاء والدواء الأمريكية أن وضع العلامات الغذائية على المنتجات الخام (الوسم) كالفواكه والخضار والأسماك والمنتجات المعدلة وراثيًا هو أمر تطوعي. فبحسب المادة 403 من قانون الغذاء والدواء ومستحضرات التجميل فإنَّ وضع العلامات بشكل كاذب أو مضلل يعتبر إساءة استخدام لتسمية الطعام، وتنص المادة 201 من نفس القانون على أن يعتبر وضع العلامات مضللًا إذا فشل في الكشف عن وقائع مادية في تصنيف هذا الأطعمة.